# Haytham Faour
Haytham Faour (in arabo هيثم فاعور‎?; Mays el Jabal, 27 febbraio 1990) è un calciatore libanese, centrocampista dello Shabab Sahel.

## Carriera

### Club
Ha giocato nella prima divisione libanese.

### Nazionale
Ha partecipato alla Coppa d'Asia 2019, nella quale ha giocato 2 partite nella fase a gironi, entrambe da titolare.

## Statistiche

### Cronologia presenze in nazionale
| Cronologia completa delle presenze e delle reti in nazionale ― Libano | Cronologia completa delle presenze e delle reti in nazionale ― Libano | Cronologia completa delle presenze e delle reti in nazionale ― Libano | Cronologia completa delle presenze e delle reti in nazionale ― Libano | Cronologia completa delle presenze e delle reti in nazionale ― Libano | Cronologia completa delle presenze e delle reti in nazionale ― Libano | Cronologia completa delle presenze e delle reti in nazionale ― Libano | Cronologia completa delle presenze e delle reti in nazionale ― Libano |
| Data                                                                  | Città                                                                 | In casa                                                               | Risultato                                                             | Ospiti                                                                | Competizione                                                          | Reti                                                                  | Note                                                                  |
| --------------------------------------------------------------------- | --------------------------------------------------------------------- | --------------------------------------------------------------------- | --------------------------------------------------------------------- | --------------------------------------------------------------------- | --------------------------------------------------------------------- | --------------------------------------------------------------------- | --------------------------------------------------------------------- |
| 09-01-2019                                                            | al-'Ayn                                                               | Qatar                                                                 | 2 – 0                                                                 | Libano                                                                | Coppa d'Asia 2019 - 1º turno                                          | -                                                                     |                                                                       |
| 12-01-2019                                                            | Dubai                                                                 | Libano                                                                | 0 – 2                                                                 | Arabia Saudita                                                        | Coppa d'Asia 2019 - 1º turno                                          | -                                                                     | 73’                                                                   |
| Totale                                                                |                                                                       | Presenze                                                              | 2                                                                     |                                                                       | Reti                                                                  | 0                                                                     |                                                                       |

## Palmarès

### Club

#### Competizioni nazionali
- Campionato libanese: 5

Al-Ahed Beirut: 2009-2010, 2010-2011, 2014-2015, 2016-2017, 2017-2018
- Coppa del Libano: 1

Al-Ahed Beirut: 2017-2018
- Supercoppa di Libano: 1

Al-Ahed Beirut: 2019

### Competizioni internazionali
- Coppa dell'AFC: 1

Al-Ahed: 2019